# Uljin
Huyện Uljin (Uljin-gun) là một huyện ở tỉnh Gyeongsang Bắc, Hàn Quốc. Huyện này có diện tích 989,06 km², dân số 61.031 người.

## Khí hậu
| Dữ liệu khí hậu của Uljin                | Dữ liệu khí hậu của Uljin | Dữ liệu khí hậu của Uljin | Dữ liệu khí hậu của Uljin | Dữ liệu khí hậu của Uljin | Dữ liệu khí hậu của Uljin | Dữ liệu khí hậu của Uljin | Dữ liệu khí hậu của Uljin | Dữ liệu khí hậu của Uljin | Dữ liệu khí hậu của Uljin | Dữ liệu khí hậu của Uljin | Dữ liệu khí hậu của Uljin | Dữ liệu khí hậu của Uljin | Dữ liệu khí hậu của Uljin |
| Tháng                                    | 1                         | 2                         | 3                         | 4                         | 5                         | 6                         | 7                         | 8                         | 9                         | 10                        | 11                        | 12                        | Năm                       |
| ---------------------------------------- | ------------------------- | ------------------------- | ------------------------- | ------------------------- | ------------------------- | ------------------------- | ------------------------- | ------------------------- | ------------------------- | ------------------------- | ------------------------- | ------------------------- | ------------------------- |
| Cao kỉ lục °C (°F)                       | 17.4 (63.3)               | 22.4 (72.3)               | 27.7 (81.9)               | 33.7 (92.7)               | 33.9 (93.0)               | 36.0 (96.8)               | 37.0 (98.6)               | 37.8 (100.0)              | 35.4 (95.7)               | 29.7 (85.5)               | 27.2 (81.0)               | 21.0 (69.8)               | 37.8 (100.0)              |
| Trung bình ngày tối đa °C (°F)           | 6.2 (43.2)                | 7.5 (45.5)                | 10.9 (51.6)               | 16.8 (62.2)               | 20.7 (69.3)               | 22.9 (73.2)               | 26.3 (79.3)               | 27.2 (81.0)               | 23.9 (75.0)               | 20.0 (68.0)               | 14.3 (57.7)               | 9.1 (48.4)                | 17.2 (63.0)               |
| Trung bình ngày °C (°F)                  | 1.0 (33.8)                | 2.5 (36.5)                | 6.4 (43.5)                | 12.0 (53.6)               | 16.1 (61.0)               | 19.1 (66.4)               | 22.8 (73.0)               | 23.8 (74.8)               | 19.9 (67.8)               | 15.1 (59.2)               | 9.1 (48.4)                | 3.7 (38.7)                | 12.6 (54.7)               |
| Tối thiểu trung bình ngày °C (°F)        | −3.2 (26.2)               | −1.8 (28.8)               | 1.8 (35.2)                | 7.0 (44.6)                | 11.6 (52.9)               | 15.6 (60.1)               | 19.9 (67.8)               | 20.9 (69.6)               | 16.1 (61.0)               | 10.3 (50.5)               | 4.2 (39.6)                | −0.8 (30.6)               | 8.5 (47.3)                |
| Thấp kỉ lục °C (°F)                      | −16.1 (3.0)               | −14.1 (6.6)               | −10.2 (13.6)              | −3.0 (26.6)               | 2.8 (37.0)                | 6.5 (43.7)                | 11.9 (53.4)               | 11.3 (52.3)               | 7.3 (45.1)                | −0.8 (30.6)               | −6.5 (20.3)               | −13.8 (7.2)               | −16.1 (3.0)               |
| Lượng Giáng thủy trung bình mm (inches)  | 46.7 (1.84)               | 41.3 (1.63)               | 58.0 (2.28)               | 61.0 (2.40)               | 70.0 (2.76)               | 105.8 (4.17)              | 186.8 (7.35)              | 208.8 (8.22)              | 185.6 (7.31)              | 64.2 (2.53)               | 57.3 (2.26)               | 33.4 (1.31)               | 1.119 (44.06)             |
| Số ngày giáng thủy trung bình (≥ 0.1 mm) | 5.4                       | 6.3                       | 8.3                       | 7.3                       | 8.0                       | 9.6                       | 13.8                      | 13.2                      | 11.1                      | 6.5                       | 6.2                       | 4.2                       | 99.9                      |
| Số ngày tuyết rơi trung bình             | 3.3                       | 3.3                       | 2.7                       | 0.1                       | 0.0                       | 0.0                       | 0.0                       | 0.0                       | 0.0                       | 0.0                       | 0.3                       | 1.6                       | 11.3                      |
| Độ ẩm tương đối trung bình (%)           | 51.4                      | 56.3                      | 62.1                      | 63.6                      | 70.7                      | 80.0                      | 83.3                      | 83.7                      | 80.1                      | 69.5                      | 60.5                      | 52.1                      | 67.8                      |
| Số giờ nắng trung bình tháng             | 203.1                     | 186.7                     | 205.8                     | 228.8                     | 235.9                     | 194.4                     | 163.1                     | 184.7                     | 175.0                     | 203.6                     | 188.3                     | 203.9                     | 2.373,2                   |
| Phần trăm nắng có thể                    | 65.9                      | 61.1                      | 55.5                      | 58.1                      | 53.8                      | 44.2                      | 36.5                      | 44.0                      | 46.9                      | 58.4                      | 61.4                      | 68.0                      | 53.3                      |
| Nguồn:                                   |                           |                           |                           |                           |                           |                           |                           |                           |                           |                           |                           |                           |                           |

## Thành phố kết nghĩa
- Goyang, Hàn Quốc